# رینالدو آلاگانو
رینالدو آلاگانو (به پرتغالی: Reinaldo Gonçalves Félix) مهاجم اهل برزیل است که در شهر Arapiraca و در تاریخ ۱۳ آوریل ۱۹۸۶ به دنیا آمده‌است.
رینالدو آلاگانو در تیم‌های فوتبال Corinthians Alagoano سابقهٔ حضور دارد.